# クロモズガラス
クロモズガラス（黒鵙鴉、Cracticus quoyi）は、フエガラス科に属する鳥類の1種。

## 分布
オーストラリア北部および北東部、インドネシア、パプアニューギニアに分布する。生息地は、亜熱帯または熱帯の乾燥林、湿性低地林、マングローブ林である。

## 亜種
- C. quoyi quoyi -　ニューギニア島、ヤペン島、パプア諸島。[3]
- C. quoyi spaldingi - アルー諸島、アーネムランド周辺。[3]
- C. quoyi alecto - トレス海峡諸島。[3]
- C. quoyi jardini - ヨーク岬半島西部および東部沿岸。[3]
- C. quoyi rufescens -　クイーンズランド東部。[3]

## 形態

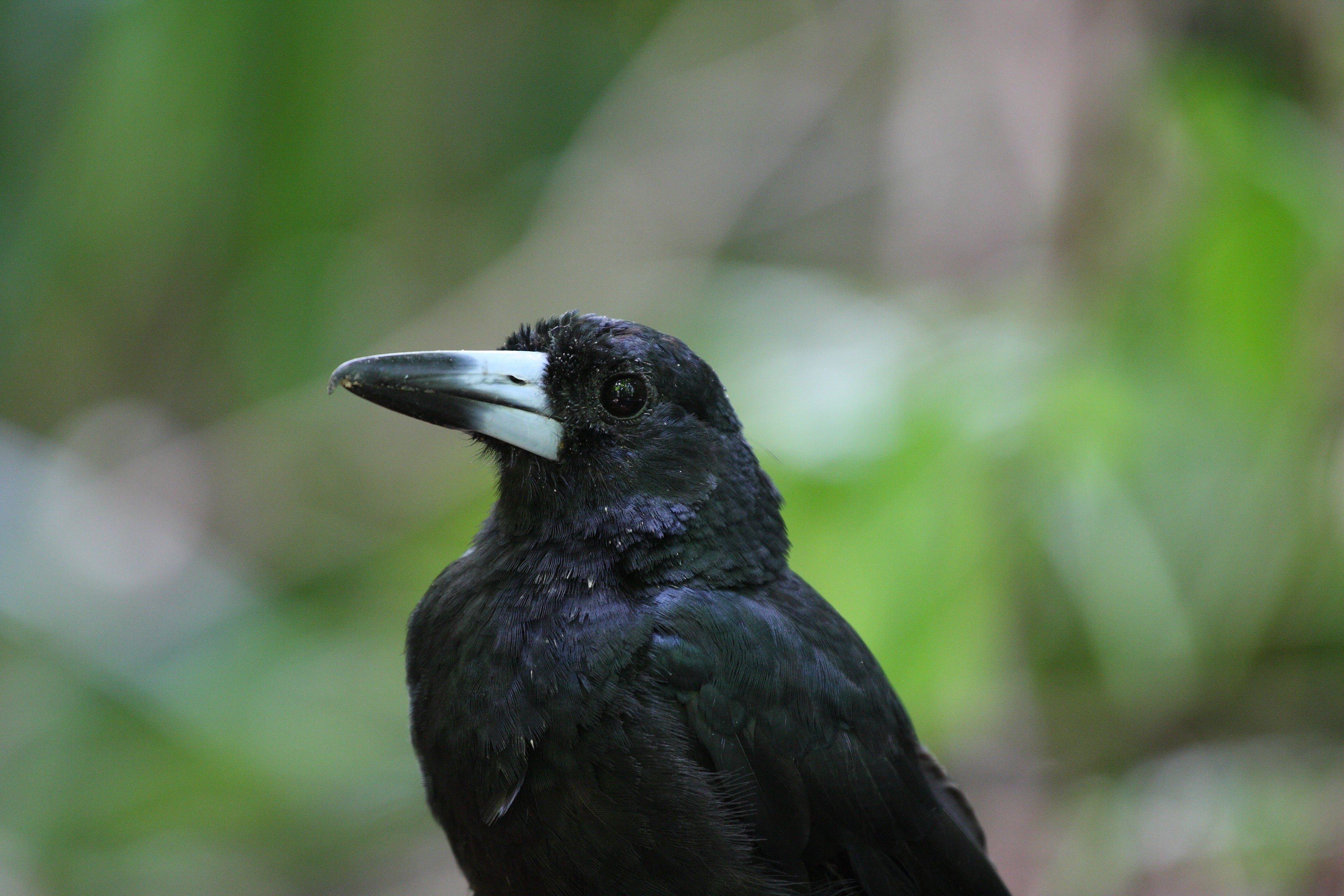
くちばしは青灰色で先が黒く、嘴端はかぎ状。

全長33-44cm。亜種による大きさの違いがあり、アーネムランドやヨーク岬半島の亜種は42-44cmと大きく、クイーンズランド東部の亜種は33-38cmと小さい。全身光沢のある黒色で、雌雄同色であるが、雄のほうが大きい。くちばしは大きくて青灰色で先が黒く、先端がかぎ状に曲がる。足は黒灰色。
亜種 C. q. rufescens の幼鳥や若鳥は、上面が縞のある赤褐色で、下面は細かい黒帯のある淡黄褐色であり、成鳥で全身黒色になる。

## 生態
多雨林、季節風林、沿岸低木林、マングローブ林などに生息し、木のよく茂った公園、庭園にも見られる。単独、つがい、または家族群で行動し、多雨林やマングローブ林で、昆虫やトカゲ、果実などを採餌する。
10-1月に繁殖する。およそ6ｍの高さに営巣し、木の枝や小枝による粗雑な巣に、3-4個の卵を産む。
鳴き声は多様で、地鳴きはクァエンクァと大きな声で鳴く。